# Усанов, Александр Валентинович
Александр Валентинович Усанов (2 января 1962, Ленинград, СССР) — советский футболист, нападающий.
Воспитанник СК «Арсенал» и СДЮСШОР «Смена». В 1980 году тренером Юрием Морозовым был приглашён в «Зенит». В 1980—1982 годах сыграл в чемпионате СССР 13 матчей, к футболу относился несерьёзно и написал заявление об уходе. 1983 год провёл во второй лиге в составе ленинградского «Динамо», после чего завершил карьеру в командах мастеров. Играл в чемпионате Ленинграда за «Лентрансагентство». Проживает в Санкт-Петербурге, занимается мебельным бизнесом.
Сын Максим также профессиональный футболист.